# ساسم مسلح
ساسم مسلح (الاسم العلمي:Dalbergia armata) هو نوع من النباتات يتبع جنس الساسم من الفصيلة البقولية.